# Петробарок
Петробарок е условното название на архитектурния стил в Русия през първата половина на 18 век. Това е регионален исторически стил в руската архитектура от времето на Петър I и неговите преки наследници. Най-характерните сгради от този вид се намират в бившата руска столица Санкт Петербург, но множество техни представители има и в другите големи руски градове.
Реформите на Петър I (1689 – 1725) засегнали из основи не само политиката и икономиката, но и изкуството. С епохата на петробарока започва отварянето на Русия към общоевропейските елинистични традиции, определящи западното изкуство още от време на Ренесанса.
На руското изкуство му се е наложило само за няколко десетилетия в началото на 18 век да се превърне от религиозно в светско, да усвои нови жанрове (портрет, натюрморт, пейзаж и др.) и да открие съвсем нови теми (митологическата и историческата). Историята на изкуството не знае по-остър обрат от Средновековието към новото време, от този в Русия в началото на 18 век.
Ограничен в условните времеви рамки от 1697 до 1730-те години, този стил е своеобразно съчетание от бароковите стилове на шведската, немската и холандската архитектура, разбира се с руски привкус. В него съществували зачатъци от много влияния: барок, рококо, класицизъм. Стилът е създаден с участието на много майстори, предимно западноевропейци, но по волята на един човек – Петър I, който категорично наложил личните си вкусове като определящи при неговото формиране. За пръв негов творец се счита швейцарският архитект от италиански произход Доменико Трезини, пръв проектант и главен архитект на новостроящия се Санкт Петербург. По това време почти не е имало големи руски майстори и царят се принудил да кани чужденци и да праща за обучение в чужбина родни таланти.
„Петербургският маниер“ в архитектурата, както го наричали тогава, възприема стилистичните елементи на северния барок – сдържан, прост, рационален, ясен, спокоен и все пак проникнат от празнично настроение. За него са характерни уравновесеност и строга симетрия на плановете и обемните построения, сравнително плоска, не пищна пластика, сдържано използване на декоративните елементи, многоцветност и яркост както на фасадите, така и на интериора. Едва в края на управлението на Петър, започват по-широко да навлизат по-декоративни, фини и пищни елементи, с които се отличава френският барок.
За разлика от популярния по него време в Москва наришкински барок (от 1680-те до първите години на 1700), в който все още се включват елементи от византийската школа, доминирала в руската архитектура повече от 700 години, петробарокът се характеризира с категоричен разрив с тези традиции. Точно това била една от целите на царя реформатор – окончателно скъсване с всичко старо и конвенционално – и в мисленето, и в бита, и във визуалното пространство.
Доста своеобразно съчетание от елементите на московския и петровския барок се забелязва в сменилия ги впоследствие елисаветински барок, характерен за времето на императрица Елисавета I през 40-те и 60-те години на 18 век в Русия. При него се наблюдават небивала монументалност на архитектурните форми, героизиране на образите с цел прослава на имперското могъщество, но и известно признание и възвръщане към по-традиционните форми от византийски стил, проявяващ се в ранния московски барок.

## Шедьоври на петробарока
- Екатеринентал (Кардиорг) в Талин,
1718 – 1721 г.
- Кунсткамера – първият музей в Русия, 
1718 – 1734 г.
- Петропавловската църква в Ярославъл,
1736 – 1744 г.
- Меншиковския дворец – първото каменно здание в Санкт Петербург, 
1710 – 1720 г.
- Кикини палати, 
1714 – 1720 г.